# Municipio de Kaw (condado de Jefferson)
El municipio de Kaw (en inglés: Kaw Township) es un municipio ubicado en el condado de Jefferson en el estado estadounidense de Kansas. En el año 2010 tenía una población de 1461 habitantes y una densidad poblacional de 17,03 personas por km².

## Geografía
El municipio de Kaw se encuentra ubicado en las coordenadas 39°5′52″N 95°32′34″O / 39.09778, -95.54278. Según la Oficina del Censo de los Estados Unidos, el municipio tiene una superficie total de 85.76 km², de la cual 83,45 km² corresponden a tierra firme y (2,7 %) 2,32 km² es agua.

## Demografía
Según el censo de 2010, había 1461 personas residiendo en el municipio de Kaw. La densidad de población era de 17,03 hab./km². De los 1461 habitantes, el municipio de Kaw estaba compuesto por el 95,76 % blancos, el 0,27 % eran afroamericanos, el 1,16 % eran amerindios, el 0,48 % eran asiáticos, el 0,55 % eran de otras razas y el 1,78 % eran de una mezcla de razas. Del total de la población el 3,22 % eran hispanos o latinos de cualquier raza.